# 1874 en Grèce
Chronologie de la Grèce
- 1870
- 1871
- 1872
- 1873
- 1874
- 1875
- 1876
- 1877
- 1878

Cette page concerne les évènements survenus en 1874 en Grèce  :

## Évènement
- juin : Élections législatives

## Démolition
- Démolition de la tour franque de l'acropole d'Athènes.

## Naissance
- Nikólaos Andriakópoulos, gymnaste.
- Isaac Carasso, fondateur de Danone.
- Nikólaos Dragoúmis, peintre.
- Dimítrios Golémis, athlète.
- Aléxandros Merkáti (el), golfeur.
- Evángelos Rállis, joueur de tennis.
- Nicolas Ségur (el), romancier, essayiste, poète, critique littéraire et journaliste.

## Décès
- Ioánnis Filímon (el), éditeur.
- Geórgios Tertsétis (el), personnalité politique et universitaire.